# Krachelspitze
Die Krachelspitze (in manchen Karten auch Krachenspitze) ist ein 2686 m hoher Berggipfel im Verwall, der Gipfel liegt auf der Grenze zwischen Tirol und Vorarlberg. Sie steht zwischen dem Kaltenberg und der Kaltenberghütte.
Sie liegt südlich von St. Anton am Arlberg und ist auf dem markierten Reutlinger Weg von der Kaltenberghütte in zwei Stunden und von der Konstanzer Hütte in ca. vier Stunden zu erreichen.

Man kann sie auf dem Normalweg von der Kaltenberghütte zum Kaltenberg, der über das Kracheljoch (2654 m) führt, in einem unschwierigen Abstecher von wenigen Gehminuten nach Osten „mitnehmen“.

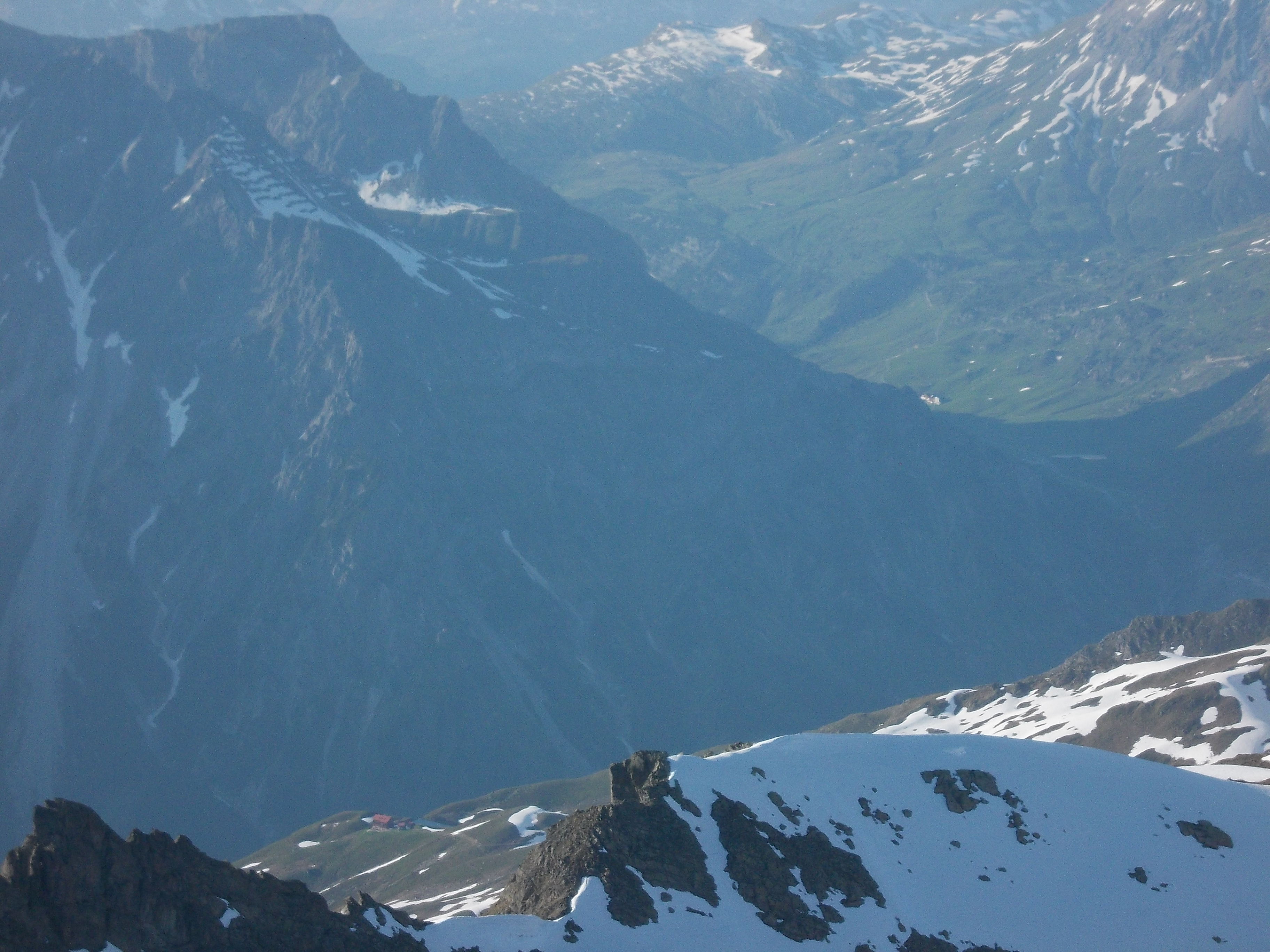
Krachelspitze (rechts vorn) vom Kaltenberg-Westgipfel